# Phruronellus
Phruronellus là một chi nhện trong họ Phrurolithidae.

## Các loài
- Phruronellus californicus Chamberlin & Gertsch, 1930 i c g
- Phruronellus floridae Chamberlin & Gertsch, 1930 i c g
- Phruronellus formica (Banks, 1895) i c g b
- Phruronellus formidabilis Chamberlin & Gertsch, 1930 i c g
- Phruronellus pictus Chamberlin & Gertsch, 1930 i c g

Data sources: i = ITIS, c = Catalogue of Life, g = GBIF, b = Bugguide.net